# Meina
Meina é uma comuna italiana da região do Piemonte, província de Novara, com cerca de 2.339 habitantes. Estende-se por uma área de 7 km², tendo uma densidade populacional de 334 hab/km². Faz fronteira com Angera (VA), Arona, Colazza, Invorio, Lesa, Nebbiuno, Pisano, Ranco (VA).

## Demografia
| Variação demográfica do município entre 1861 e 2011                               |
|                                                                                   |
| Fonte: Istituto Nazionale di Statistica (ISTAT) - Elaboração gráfica da Wikipedia |